# Volkswagen Golf V
|  | Denne artikel omhandler 5. generation af Golf. For et overblik over alle generationer, se Volkswagen Golf. |
Golf V (type 1K) er betegnelsen for den femte byggeserie af Volkswagen Golf. Den afløste Golf IV i 2003, og blev i 2008 afløst af Golf VI. Pr. 31. december 2008 var der i Tyskland indregistreret 786.554 Golf V, på samme tidspunkt var der indregistreret cirka dobbelt så mange eksemplarer af forgængeren, nemlig 1.558.955 stk.

## Modelhistorie
- 2003: Introduktion af Golf V med ny fireleddet bagaksel og valg mellem motorerne 1.4 (75 hk), 1.4 FSI (90 hk), 1.6 FSI (115 hk), 1.9 TDI (105 hk) og 2.0 TDI (140 hk). Fire skivebremser, elektromekanisk servostyring, elektronisk stabilitetsprogram (ESP), antispinregulering (ASR), bremseassistent, antiblokeringssystem (ABS), seks airbags, elektriske sidespejle og el-ruder standard.
- Golf V er udstyret med det af Bosch udviklede Controller Area Network (CAN-bus), som allerede blev introduceret i Golf IV i 2001.
- 2004: "30 Jahre Golf": Gratis klimaanlæg (tilbuddet varede til september 2004), 6-trins dobbeltkoblingsgearkasse (DSG) til TDI, 6-trins automatisk gearkasse med Tiptronic-skift (mod merpris), Golf 4Motion med firhjulstræk, Golf GTI. Programmet udvides med motorerne 1.6 (102 hk), 2.0 FSI (150 hk), 2.0 SDI (75 hk) og 1.9 TDI (90 hk).
- 2005: Produktionen af Golf V GTI starter, med en nyudviklet turboladet FSI-motor med 147 kW (200 hk).
- Modelår 2006: På Golf V fra modelår 2006 gennemføres diverse spareforanstaltninger som f.eks. stavantenne (ligesom på Golf IV) og mørkere materialer på instrumentbrættet, nu kun otte i stedet for ti højttalere og mindre batteri på 1.4 og 1.6-benzinmotorerne. Forandringerne kan adskille sig afhængigt af udstyrsvariant.
- September 2005: Specialmodellen Golf speed introduceres. Begrænset oplag på 200 eksemplarer, henholdsvis 100 i gul og 100 i orange (originalfarver fra Lamborghini).
- December 2005: Golf GT med ny TSI-motor med turbolader og kompressor eller med 2.0 TDI-motor med 125 kW (170 hk).
- Januar 2006: Golf GTI introduceres i USA.
- Februar 2006: Golf Goal introduceres som specialmodel til VM i fodbold 2006 i Tyskland. Goal har et omfangsrigt standardudstyr med klimaanlæg, cd-radio, sædevarme, parkeringshjælp, fartpilot, kørecomputer, læderrat, fodmåtter, 16" hjul, tågeforlygter, sænkbart spejl i passagersiden, opvarmelige sprinklerdyser og forlygtevaskere. I forhold til standardmodellen Trendline har Golf Goal derudover en prisfordel på 1.236 €. Volkswagen tilbyder Copper Orange som specialfarve. Produktionen varer frem til august 2006.
- Sommeren 2006: Golf V introduceres i Nordamerika under betegnelsen Rabbit. Golf TSI med 103 kW (140 hk) introduceres.
- Januar 2007: Specialmodellen Golf Tour introduceres i samarbejde med TUI som afløser for Golf Goal med let ændret udstyr (gavekort til en rejsedag ved booking gennem TUI, bortfald af vinterpakke og fodmåtter).
- Marts 2007: Golf V Variant vises på Geneve Motor Show, og introduceres i sommeren 2007. 1.4 TSI med 90 kW (122 hk) afløser 1.6 FSI.
- Oktober 2007: Introduktion af specialmodellen Golf United som afløser for Golf Tour med let ændret udstyr (alufælge Mugello standard, sportstaske og bold fra Nike, bortfald af Climatronic m.v.). 1.4 TSI med 90 kW (122 hk) kan som den første motor bestilles med 7-trins DSG.
- Februar 2008: Specialmodel Golf Edition sideløbende med Golf United med mere udstyr (alufælge Atlanta standard, Climatic, krompakke, men bortfald af sportstaske og bold fra Nike, lyspakke, vinterpakke, tonede ruder m.v.).
- Sommeren 2008: På grund af det i oktober forestående modelskifte er det ikke længere muligt at bestille Golf V fra fabrikken med individuelt udstyr.

### Golf GTI
Et år efter introduktionen af Golf V introducerede Volkswagen i 2004 den nyeste generation af Golf GTI under sloganet "Mythos GTI", som skulle læne sig op ad første generation. Såvel udvendigt som i kabinen blev detaljer som f.eks. en enestående kølergrill med våbengitter og rød kant, sorte sidelister, BBS-alufælge i 17 eller 18 tommer, aluminiumsindlæg og eget instrumentbræt. Udover den helt nye undervogn med ny bagaksel kom også den nye 2,0 TFSI-motor til indsats, en turboladet, 4-cylindret benzinmotor med direkte indsprøjtning og en effekt på 147 kW (200 hk). Som ekstraudstyr kunne også i GTI for første gang bestilles dobbeltkoblingsgearkassen DSG, som ved hjælp af en dobbeltkobling og skifteknapper på rattet muliggør hurtigt gearskift.

#### Golf GTI Edition 30
Samtidig med Golf GTIs 30-års jubilæum introducerede Volkswagen i 2006 den forhjulstrukne GTI-specialmodel Edition 30. Udover et nyt udvendigt design, gennem indfarvede udvendige dele, mørkere baglygter, sorte alufælge Detroit og Edition30-skrifttrækket bag på bilen adskilte specialmodellen sig også gennem et i kabinen tilpasset look: Rød håndbremse, rødt rat, røde fodmåtter og gearknop formet som en golfkugle såvel som sportssæder i klassisk design og læderbeklædte dørsider. Et specielt kendetegn er motoren, som er tunet til 169 kW (230 hk) og 300 Nm. Dermed fik Edition 30 ifølge Volkswagen en tophastighed på 245 km/t og en accelerationstid fra 0 til 100 km/t på 6,8 sekunder (manuel gearkasse) hhv. 6,4 sekunder med DSG. Turboladeren og motoren danner i dag også basis for den aktuelle Audi S3 med 195 kW (265 hk).

#### Golf GTI Pirelli
I september 2007 introducerede Volkswagen endnu en GTI-model: Golf GTI Pirelli. Udstyret med drivlinjen fra Golf GTI Edition 30 og meget ekstraudstyr, som f.eks. specielle Pirelli-fælge, mørke baglygter, kofangere og sidelister i bilens farve og sportssæder i dellæder med indpræget dækprofil, er GTI Pirelli en videreførelse af Golf I GTI Pirelli fra 1983.

### Golf SDI
Betegnelsen SDI (sugediesel med direkte indsprøjtning) betegner en dieselmotor som er teknisk identisk med en TDI-motor, men uden turbolader og intercooler.
Effekten er 50 kW (68 hk) fra et slagvolume på 1,9 liter. I februar 2004 kom der en SDI-motor på 2,0 liter med en maksimal effekt på 55 kW (75 hk) og et maksimalt drejningsmoment på 140 Nm. Denne motor er for første gang udstyret med pumpe/dyse-indsprøjtningssystemet, som kendes fra TDI-motorerne. Golf 2,0 SDI har en tophastighed på 163 km/t.

### Golf BlueMotion
Efter BlueMotion-modellerne af Polo og Passat introducerede Volkswagen en forbrugsreduceret udgave af Golf V på Frankfurt Motor Show i 2007. Bilen har en TDI-motor på 1,9 liter med 77 kW (105 hk) og har ifølge fabrikkens opgivelser et gennemsnitsforbrug på 4,5 liter pr. 100 km. Besparelsen i forhold til en almindelig Golf med samme motor andrager 0,6 liter, ca. 12 procent. BlueMotion-pakken havde en merpris på 315 € og indeholdt bl.a. sænkning, aerodynamiske forbedringer, letløbsdæk og kørecomputer med gearskifteanbefaling. Tophastigheden er 190 km/t.

### Golf R32
Golf R32 på basis af Golf V blev introduceret i september 2005, og var den eneste sekscylindrede model i serien. De 184 kW (250 hk) og 320 Nm i den nye Golf R32-motor blev – ligesom på forgængeren – overført gennem 4Motion-firehjulstræk. 6-trins manuel gearkasse var standard, men som ekstraudstyr fandtes dobbeltkoblingsgearkassen DSG. Tophastigheden er 250 km/t. Fra stilstand brugte Golf V R32 6,5 sekunder fra 0 til 100 km/t (med DSG 6,2 sekunder). Allerede i basisversionen var Golf R32 udstyret med talrige funktioner som f.eks. automatisk klimaanlæg (Climatronic), kørecomputer, ABS, elektronisk stabilitetsprogram, bi-xenonlys, bremseassistent og 345 mm bremseskiver foran. Det forbedrede standardudstyr på Golf R32 øgede dog egenvægten, som med 1590 kg ligger 450 kg over basismodellen af Golf V. 

### Golf GT/GT Sport
Golf GT og GT Sport med TSI-teknik blev introduceret i februar 2006. (ikke DK modeller)Trykladningen består af såvel turbolader som kompressor (dobbelt eller trinvis). I nederste ende af omdrejningsfeltet arbejder kompressoren alene, mens turboladeren "hjælper til" i den midterste ende. Ved højere omdrejningstal arbejder turboladeren alene. Dermed opnås et maksimalt drejningsmoment på 240 Nm og en tophastighed på 220 km/t.(160HK). BMW anvender et lignende system, som første gang blev anvendt i 1985 i Lancia Delta S4.

#### Forskel mellem Golf GT og GT Sport
GT Sport afløste de hidtidige udstyrs- og designlinjer GT og Sportline, hvormed det optisk ændrede GT-design nu også kan kombineres med flere motorer.
Udefra er forskellen mellem de to modeller ikke specielt stor. F.eks. er kølergrillen på den nye model sort og ikke indfarvet, og derudover er den nederste del af de forreste skørter lidt anderledes udført. Bagpå råder GT Sport over en komplet lakeret skørte. I realiteten svarer den nye model optisk til designpakkerne Trendline og Comfortline fra Volkswagen Individual. Derudover findes der andre alufælge end til GT; 17"-formatet og 225/45-hjulene har ikke ændret sig.
Udstyrsmæssigt råder GT Sport ligesom den hidtidige GT også over sportsundervogn, automatisk klimaanlæg, sportssæder foran, læder på rattet, gearknoppen og håndbremsegrebet samt kørecomputer. Udover GT har GT Sport også tågeforlygter og elektrisk glasskyde/hævetag (kun på den tyske model), som også fandtes på specialmodellen Tour. Nyt og standard er de på B-søjlen mørklagte ruder. I modsætning til de hidtidige varianter fås GT Sport ikke med anhængertræk.
Golf GT Sport kan udstyres med ekstra R-Line-pakker, og findes med fem benzin- og tre dieselmotorer, altså med alle motorer undtagen basisbenzinmotoren med 59 kW (80 hk) og GTI- og R32-motorerne. Der findes også modeller med firhjulstræk.

### Golf Plus
Golf V findes blandt andet også i en Plus-version med større kabine og forhøjet tag (længde/bredde/højde: 4206/1759/1580 mm). Mini-MPV-udgaven af Golf råder blandt andet over en betydeligt højere siddestilling for fører og forsædepassager og mere benplads til bagsædepassagererne. Med mange fralægningsmuligheder og et i forhold til den almindelige Golf større bagagerum (505/1450 liter) er Golf Plus tiltænkt børnefamilier. Da sæderne er monteret højere, er pladsen over hovedet dog ikke større end i den almindelige Golf.
Fra februar 2006 til slutningen af 2006 fandtes Golf Plus i specialudgaven Goal. I starten af 2007 kom specialudgaven Tour i samarbejde med rejsebureauet Tui.
CrossGolf er baseret på Golf Plus.

### Golf Variant
Volkswagen havde oprindeligt tiltænkt Golf Plus som afløser for Golf IV Variant, men introducerede dog på Geneve Motor Show i marts 2007 den nye stationcarmodel på basis af den aktuelle Volkswagen Jetta. Med denne er Golf Variant identisk frem til A-søjlen og med 4,56 meter ligeså lang. Bagagerummet kan rumme 505 til 1550 liter. De tre udstyrsvarianter kan kombineres med seks (fra modelår 2009 fem) motorer: 1,4 med 59 kW (80 hk), 1,6 med 75 kW (102 hk) samt 1,4 TSI med 90 kW (122 hk), 103 kW (140 hk) eller 125 kW (170 hk) og TDI-dieselmotorerne på 1,9 liter med 77 kW (105 hk) og 2,0 liter med 103 kW (140 hk). TSI-motorerne på 140 og 170 hk blev til modelåret 2009 (fra sommeren 2008) afløst af 1,4 TSI med 118 kW (160 hk).

## Tekniske specifikationer
- 1,4-liters TSI-benzinmotor med 90 kW (122 hk)
- 2,0-liters TDI-dieselmotor med 103 kW (140 hk)